# Abbildende Aufklärung
Abbildende Aufklärung (englisch imagery intelligence – IMINT) ist die Erfassung von Luft-, Satelliten- und Bewegtbildern mittels luft- und raumgestützter Aufklärungsträger mit verschiedenen Sensoren sowie deren Auswertung. Damit können zum Beispiel militärische Truppenbewegungen und -ansammlungen sowie Industrieanlagen aufgeklärt werden.

## Sensoren
Zur abbildenden Aufklärung können optische, elektrooptische, Infrarot- oder Radar-Sensoren verwendet werden.

## Aufklärungsträger
Als Aufklärungsträger kommen Kleinstdrohnen wie Mikado, unbemannte Luftfahrzeuge wie Luna, das Kleinfluggerät Zielortung (KZO), die Aufklärungsdrohne Heron, bemannte Luftfahrzeuge wie der Aufklärungs-Tornado und Aufklärungssatelliten wie SAR-Lupe und SARah in Betracht.

## Deutschland

### Bundesnachrichtendienst
Der Bundesnachrichtendienst (BND) nutzt die Abbildende Aufklärung als nachrichtendienstliches Mittel, um Erkenntnisse über das Ausland, die von außen- und sicherheitspolitischer Bedeutung für die Bundesrepublik Deutschland sind, zu gewinnen.

### Bundeswehr
In der Bundeswehr findet Abbildende Aufklärung in den vier Teilstreitkräften Heer, Luftwaffe, Marine und Cyber- und Informationsraum statt. In letzterer besteht eine Zentrale Abbildende Aufklärung.

### Ausbildung
Die teilstreitkräfte- und ressortübergreifende Ausbildung für die Abbildende Aufklärung in Deutschland findet am Ausbildungszentrum für abbildende Aufklärung der Luftwaffe statt. Die Lehrgänge stehen auch Teilnehmern aus anderen Staaten offen.

## NATO
Die NATO unterscheidet bei der Abbildenden Aufklärung zwischen 19 Zielkategorien.

## Vereinigte Staaten
In den Vereinigten Staaten wird Abbildende Aufklärung u. a. von der National Geospatial-Intelligence Agency (NGA) betrieben.